# Aldao (San Lorenzo)
Aldao è una località nel dipartimento San Lorenzo, in provincia di Santa Fe, Argentina, situata a 343 km a nord-ovest di Buenos Aires, 139 km dalla città di Santa Fe, 16 km a nord-ovest della capitale dipartimentale San Lorenzo, e 39 km da Rosario per strada asfaltata e autostrada.

## Storia
I primi abitanti di questa regione furono gli indigeni Chaná-Timbúes. Nel XVIII secolo i gesuiti installarono una missione chiamata San Miguel, nel 1780 viene acquisito dall'ordine francescano, fondando un convento chiamato San Carlos, che poi si trasferì nella vicina città di San Lorenzo nel 1796. Alla fine del XIX secolo, la Società di Don Camilo Aldao e Don José María Cullen incoraggia l'arrivo dei primi immigrati, in maggioranza italiani, soprattutto dalla regione Molise. Le prime case vennero costruite nel 1886 e alla fine di quell'anno venne costruita la stazione ferroviaria. Nel 1905 l'immigrato italiano dalla cittadina ligure di Chiavari, Don Gerónimo Lagomarsino, acquista tutte le terre della società Aldao / Cullen e decide di creare una città, disegnare le strade e riservare uno spazio per la costruzione di una scuola e di una piazza pubblica.

## Popolazione
Ha 727 abitanti (2010), il che rappresenta un aumento del 21% rispetto ai 601 abitanti (2001) del censimento precedente.

## Istruzione
Aldao ha una scuola elementare chiamata Escuela Provincial Nº 6019 "Convento San Carlos", fondata il 3 maggio 1907 per iniziativa di Gerónimo Lagomarsino.

## Istituzioni
La città ha varie istituzioni come il Social Club e la Biblioteca Aldao, fondata il 28 febbraio 1924, riconosciuta nella regione per le sue cene di asado con cuero, la chiesa San Jerónimo, il Centro per i pensionati Amistad e la biblioteca pubblica, comunale e popolare Bartolomé Mitre.

## Santo Patrono
Il Santo patrono di Aldao è San Girolamo